# بالون الحمم البركانية

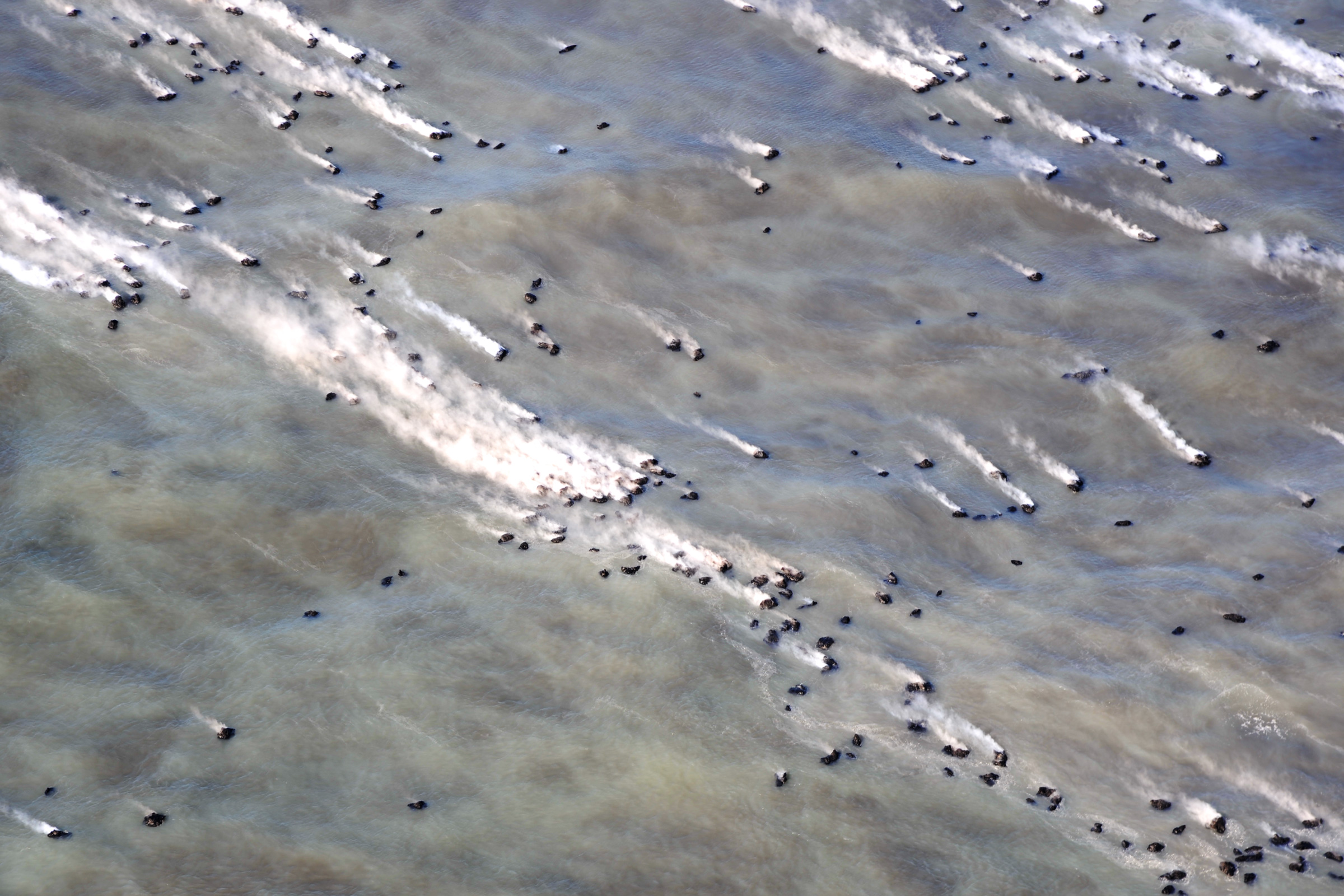
بالونات الحمم البركانية أثناء اندلاع El Hierro 2011-12، تطفو على مياه تغير لونها

بالون الحمم عبارة عن فقاعة مليئة بالغاز من الحمم البركانية تطفو على سطح البحر. يمكن أن يصل حجمها إلى عدة أمتار. عندما يخرج من البحر، عادة ما يكون حارًا وغالبًا ما يكون بخارًا. بعد أن يطفو لبعض الوقت يمتلئ بالماء ويغرق مرة أخرى.
يمكن أن تتشكل بالونات الحمم البركانية في تدفقات الحمم البركانية التي تدخل البحر وفي الفتحات البركانية، لكنها ليست شائعة. وقد لوحظت في جزر الأزور وجزر الكناري وهاواي واليابان وجزر ماريانا والمكسيك. يبدو أنها تتولد عندما تشكل الغازات المحتبسة داخل الصهارة فقاعات كبيرة ترتفع في النهاية إلى سطح البحر. في جزر الكناري، تم استخدام البالونات التي تحتوي على رواسب لإستنتاج عمر الطابق السفلي الذي تم بناء البركان عليه؛ تم تفسير هذه الرواسب في البداية بشكل خاطئ كدليل على إنفجار كبير وشيك.